# 毛果扬子铁线莲
毛果扬子铁线莲（学名：Clematis ganpiniana var. tenuisepala）为毛茛科铁线莲属下的一个变种。

## 扩展阅读
- 維基物種上的相關：毛果扬子铁线莲